# Szczoteczka (anatomia owadów)

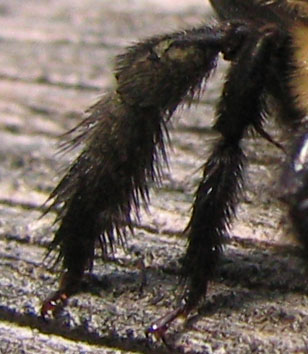
Odnóże samicy z zadrzechniowatych z widoczną szczoteczką na goleni.

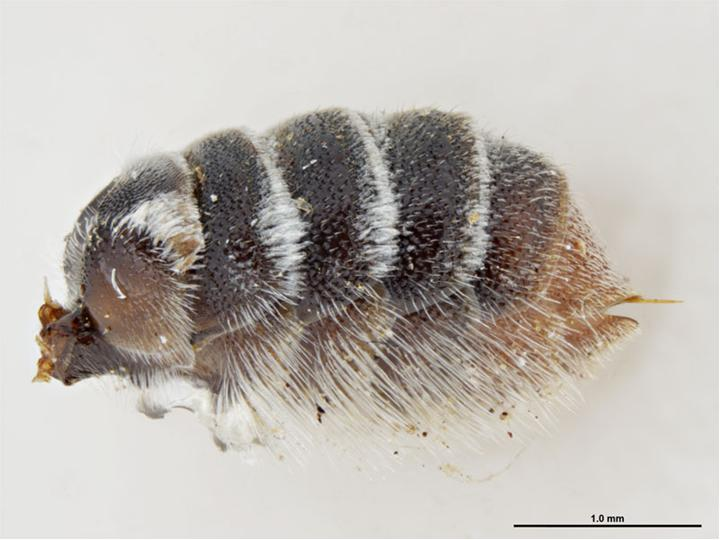
Metasoma Megachile fultoni ze szczoteczką brzuszną, typową dla brzuchozbieraczek

Szczoteczka, szczotka, skopa (łac. scopa, l.mn. scopae) – grupa zmodyfikowanych włosków spotykana na ciele samic niektórych pszczół.
Szczoteczki składają się z włosków służących przenoszeniu pokarmu (pyłku, czasem również nektaru i olejków roślinnych) do gniazda. U większości gatunków występują tylko na odnóżach tylnej pary, ale u niepasożytniczych miesierkowatych znajdują się ona na sternitach metasomy (odwłoka), a u niektórych lepiarkowatych i smuklikowatych zarówno na tylnych odnóżach jak i spodzie metasomy. Pszczoły ze szczoteczkami na spodzie odwłoka określa się jako brzuchozbieraczki, te zbierające pyłek na nogach jako nogozbieraczki. U długojęzyczkowatych (Euglossini), melipon, trzmieli i rodzaju Apis zamiast szczoteczki na powierzchni goleni znajduje się struktura zwana koszyczkiem, stanowiąca część aparatu pyłkozbiorczego (urządzenia koszyczkowego).
Szczoteczki nie występują u samotek (Hylaeus), Euryglossinae, kleptopasożytów i pasożytów gniazdowych z różnych rodzin oraz u królowych wysoce eusocjalnych przedstawicieli pszczół właściwych.